# 太田氏
太田氏（おおたし、おおたうじ、おおだし、おおだうじ）は日本の氏族。主なものとして下記の流れがある。
1. 清和源氏頼光流太田氏[1]。
2. 清和源氏頼親流太田氏[2]。
3. 清和源氏里見氏流太田氏[3]。
4. 桓武平氏大掾氏一門東條氏流太田氏[4]。
5. 三善氏の一族[5]。鎌倉幕府問注所執事三善康信の子康連に始まる[5]。
6. 藤原北家秀郷流太田氏[6]。

## 清和源氏頼光流太田氏
太田氏（おおたし）は、清和源氏頼光流の武家・華族だった日本の氏族。戦国時代に上杉氏に仕えた一族で太田道灌が著名。一族と称する近世大名だった家は、維新後華族の子爵家に列している。

### 歴史
摂津源氏の流れをくみ、源頼光の玄孫頼政（源三位頼政）の末子である源広綱を祖とする。広綱の子孫の源資国が丹波国桑田郡太田（現在の京都府亀岡市薭田野町太田）を拠点として、太田氏を称したという。ただし、この系譜は伝説の域を出ず、史料上では、永享12年（1440年）、太田資光（太田資清のことか？）の名が『鎌倉大草紙』に現れるのが初めてである。
通字は「資(すけ)」。
「静勝軒銘詩并序」内の文言によれば、太田道灌（1432年 - 1468年）の5 - 6代前の人物が丹波国から相模国へ移住したとされるが、その人物の名前は不明である。道灌の父・太田資清は扇谷上杉氏に仕えて家宰となった。資清から家督および家宰職を継いだ道灌は武蔵国豊島郡江戸城（東京都千代田区）を築き活躍したが、主君の上杉定正によって暗殺された。道灌の死後、太田家の系譜は分裂した。

### 江戸太田氏
道灌の嫡男・資康は父が暗殺されると山内上杉氏に仕えた。その子・資高は扇谷上杉氏の重臣として江戸城代となり、この系譜が江戸太田氏と称された。資高は永正15年（1518年）に北条氏に内応し、江戸城代としての地位や所領を安堵された。しかし、資高の子・康資は北条氏から離反。第二次国府台合戦で北条氏に敗北し、自身は里見氏の庇護を受けて上総国へ逃れた。康資の息子とされる重正の家系は近世大名として明治維新まで存続した（掛川太田氏の項参照）。

### 岩付（岩槻）太田氏
太田道灌は嫡男・資康の誕生まで実子に恵まれずに養子を迎えており、その一人が資家であった。血縁上では道灌の甥にあたったと考えられている。資家の子・資頼は扇谷上杉氏の重臣であったが、大永4年（1524年）に北条氏へと内応し、渋江氏から岩付城を奪取して居城とした。岩付太田氏の始まりである。
しかし、上杉氏と北条氏の抗争の最前線に立つ岩付太田氏の立場は苦しかった。資頼は扇谷上杉氏の反攻を受けると降伏し帰参したが、家督を継いだ嫡男・資顕は北条氏と内通し、河越夜戦にも参加しなかった。この戦いで扇谷上杉氏は滅亡し、太田氏は再び北条氏に属した。
資顕が死去すると、家督は資顕の弟・資正が実力で獲得した。資正は当初北条氏に従属したものの、永禄3年（1560年）に上杉謙信が関東へ出兵(小田原城の戦い）するとこれに同調して北条氏から離反。謙信が越後へ帰還したのちも北条氏と戦い続けたが、永禄7年（1564年）7月、北条氏と通じた嫡子・氏資によって岩付城を追放されてしまった。その後、資正は佐竹義重の客将として常陸国片野城主となる。資正の家督を継いだ三男・資武は結城秀康に仕えて福井藩士となったが、曾孫・尹資の代で断絶した。
一方、資正を追放して岩付太田氏を継いだ長男・氏資は、永禄10年（1567年）の三船山合戦で戦死した。氏資には男子がいなかったため、家督は婿養子となった北条氏政の息子が継ぎ、太田源五郎を名乗った。しかしこの源五郎も早逝し、家督はその弟・北条氏房が継いだ。この氏房の代で小田原征伐を迎え、岩付太田氏は終焉を迎えた。

### 太田道灌嫡流
道灌の死後、その後継者は太田六郎右衛門尉という人物であったとされる。『太田家記』などの記述から従来はこの人物が資康とされてきたが、没年との不整合性などから、現在では別人物であったと考えられている。
六郎右衛門尉は永正2年（1505年）に主君・上杉朝良によって中野陣で誅殺される。家督は六郎右衛門尉の実子ではないと考えられる太田永厳が継ぎ、扇谷上杉氏の家宰も務めたという。しかし、大永4年（1524年）に永厳およびその息子・源六が相次いで死去した。これにより道灌の嫡流であったこの系統が没落し、江戸・岩槻太田氏が台頭したとする見方もある。

### 掛川太田氏
太田康資の娘とされる家康側室の英勝院は兄太田重正の子資宗を養子とし、譜代格として徳川秀忠に出仕させている。資宗は順調に出世し、徳川家光からの覚えも良く、六人衆（のちの若年寄）となり、さらには下野国山川藩1万5千石の藩主となる。奏者番などを歴任し、最終的には遠江国浜松藩3万5千石まで登りつめ、子孫は幕府の要職を歴任し、老中も輩出。江戸中期からは遠江国掛川藩主となり、明治維新を迎えた。
明治元年（1868年）、徳川宗家を藩主とする静岡藩が立藩されるのに伴い、掛川藩主資美は、上総国柴山藩に移封された。明治2年（1869年）6月の版籍奉還で藩知事に任じられ、明治4年（1871年）1月に陣屋を松尾に移し、松尾藩に改称。7月の廃藩置県まで同藩知事を務めた。
明治2年（1869年）6月17日の行政官達で公家と大名家が統合されて華族制度が誕生すると太田家も大名家として華族に列した。明治17年（1884年）7月7日の華族令の施行で華族が五爵制になると、同月8日に旧小藩知事として子爵に列せられた。
太田資業の代に太田子爵家の邸宅は東京市本郷区駒込千駄木町にあった。
現在は18代目を名乗る太田資暁が「江戸城天守閣を再建する会」の会長を務めている。

## 太田鍋島氏
また、資高の孫といわれる資元は佐賀の龍造寺家兼に従い、後に佐賀藩主鍋島氏の縁戚となり家老格太田鍋島氏として廃藩置県まで続いている。

## 清和源氏頼親流太田氏
大和源氏の祖である源頼親の後裔で、摂津国島下郡太田（現在の大阪府茨木市）を本拠とした。平安時代末期に登場する太田頼基が知られ、代々太田城を居城とした。

## 桓武平氏繁盛流大掾氏一門東條氏系
桓武平氏繁盛流大掾氏一門の東條氏の庶家。常陸国久慈郡太田郷（現在の茨城県常陸太田市）を居城とした。

## 三善流太田氏
鎌倉幕府問注所執事・三善康信の子康連が、鎌倉時代中期に備後国世羅郡太田（現在の広島県世羅郡世羅町）を与えられ、名字を太田とした。同族の町野康持の失脚後に問注所執事に任ぜられて、子孫は代々、問注所執事を世襲し、康連の孫・太田時連は『吾妻鏡』の主要な編纂者の1人と目されている。
時連は建武政権でも重用されたが後に足利尊氏に従い活躍して室町幕府の初代問注所執事となり、時連の同族の太田顕連（康連の玄孫・時連の従兄弟の孫）も建武式目の制定に関与した。
ところが、時連の孫・太田顕行は観応の擾乱の際に足利直義を支持した影響で足利義詮が将軍になると問注所執事の地位を失い、鎌倉に移って鎌倉府に出仕した。しかし、顕行の子・太田長康の時代になって再び京都に召し出された（長康の一族の中にはそのまま鎌倉府・後北条氏に仕えた者もいたが、源姓太田氏に圧倒されていく）。長康は室町幕府の評定衆・神宮方頭人に起用されているが、長康の後を継いだ嫡男の太田康雄は不祥事を重ねて将軍・足利義教に処分されるとそのまま鎌倉の足利持氏を頼って出奔し、室町幕府と鎌倉府の対立の一因となった。嘉吉の変で義教が殺害された後、義教に処分された者の多くが赦されたが、康雄とその子孫は以前の不祥事の影響で赦免が得られず、義教が任じた同族の町野氏が引き続き評定衆を務めることになり、太田氏の嫡流は没落したとされる。
顕行の弟の太田時直は周防国玖珂郡椙杜郷を与えられて移住してその一族は、椙杜氏を名乗り、大内氏、毛利氏に仕え、後に長府藩筆頭家老となった。

## 藤原秀郷流太田氏
藤原秀郷の後裔で、武蔵国埼玉郡太田荘（現在の久喜市・加須市・羽生市・さいたま市岩槻区）を本拠とした一族。小山氏・下河辺氏・大河戸氏を出した。
祖は太田大夫・太田別当と呼ばれた太田行尊（行隆）。太田荘を開発したとみられ、行政━行光━行広━行朝と続いた。行朝は源頼朝に従い、野木宮合戦に参加し、これにより太田荘を安堵されたと考えられる。しかし建久5年（1194年）6月に、行朝は久伊豆神社の神人を殺傷したとみられ、神人側が抗議して頼朝が二階堂行光を派遣し仲裁する事態となり、行朝は太田荘の荘司職を没収された。以後小山氏など庶家は活躍するが、惣領たる秀郷流太田氏は没落してしまった（『久喜市史』、『鷺宮町史』）。

## 系譜
太字は当主、実線は実子、点線は養子。